# Dobrin
Dobrin è un comune della Romania di 1 733 abitanti, ubicato nel distretto di Sălaj, nella regione storica della Transilvania. 
Il comune è formato dall'unione di 6 villaggi: Deleni, Doba, Dobrin, Naimon, Sâncraiu Silvaniei, Verveghiu.
Di rilievo la chiesa lignea dedicata ai SS. Arcangeli Michele e Gabriele (Sf. Arhangheli Mihail şi Gavril), che un'iscrizione apposta su di essa data al 1720.